# Egyptská kniha mrtvých
| r · Z1 · N33A | nw | Z1 | pr · r | t · D54 | m | h · r | w | hrw · Z1 |

| r · Z1 · N33A | nw | Z1 | pr · r | t · D54 | m | h · r | w | hrw · Z1 |

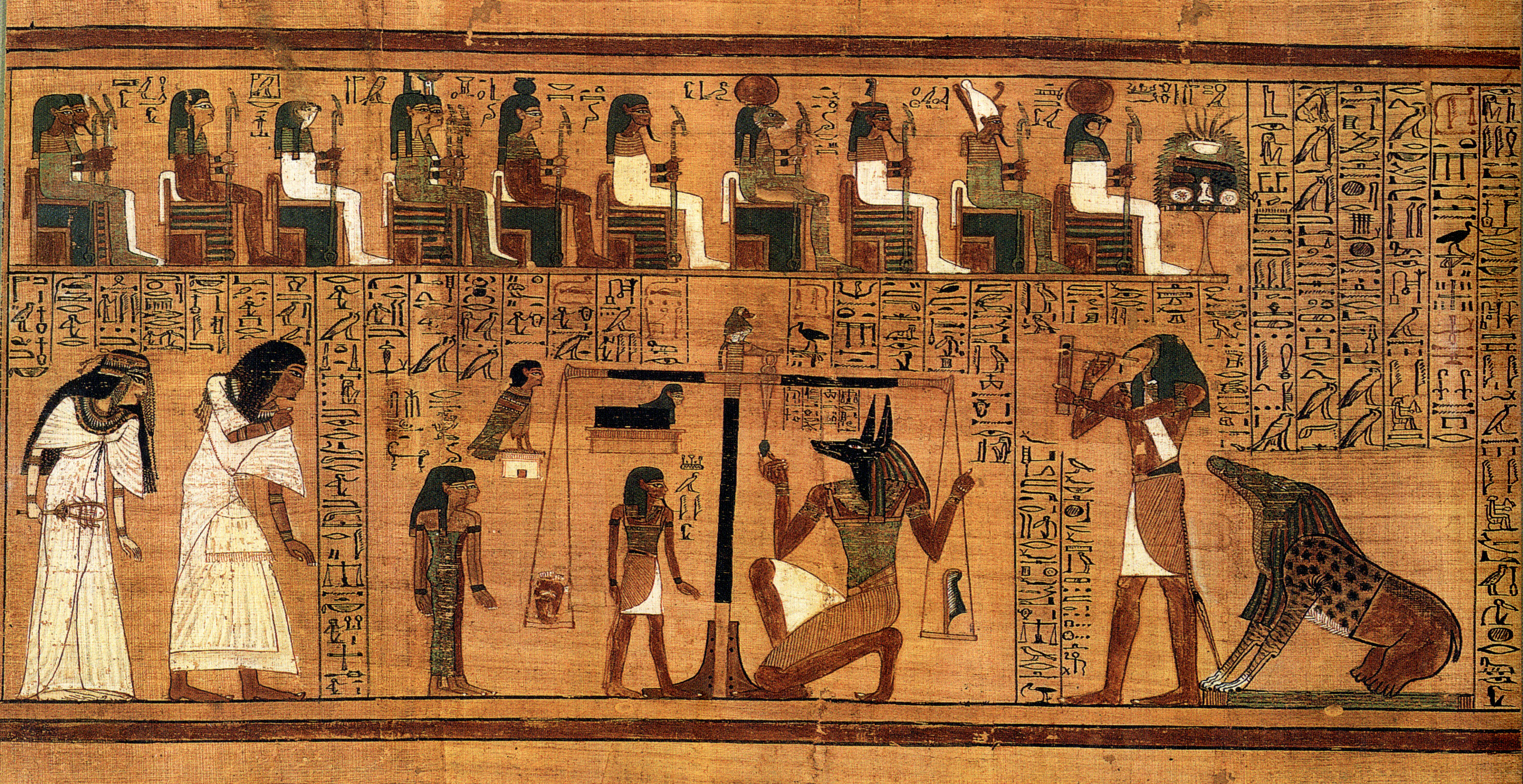
Vážení duše v Egyptské knize mrtvých

Egyptská kniha mrtvých je mimořádně důležité a nejznámější dílo egyptské duchovní literatury.
Umělý název Egyptská kniha mrtvých zavedl J. F. Champollion (v návaznosti na arabský název Kniha mrtvého muže), který ji poprvé přeložil do moderního jazyka. Překlad se však ztratil, neboť jeho žák se zmocnil všech jeho rukopisů a chtěl je vydávat za svá díla. Bratru Champolliona se podařilo získat větší část z nich zpět a vydat je pod jménem skutečného autora. Díky tomu se zachoval slovník a gramatika rozluštitele egyptštiny. Sami starověcí Egypťané ji však označovali názvem Kapitoly o vycházení z hmotného světa do Bezbřehé záře.
V dnešní podobě je rozdělena do 190 kapitol. Nemusely to být nutně texty pro přípravu na posmrtný život, ale současně popis božského světa. Ten souvisí s životem pozemským. (viz například přinášení obětin zemřelým) A toto myšlení se odráží v celé Knize mrtvých.